# Cubaanse todie
De Cubaanse todie (Todus multicolor) is een vogel uit de familie todies (Todidae).

## Kenmerken
Dit 10 cm lange vogeltje heeft een groene bovenzijde, groene vleugels en een lila onderzijde. De keel is echter veel donkerder dan de buik. De lange snavel is spits.

## Leefwijze
Hun voedsel bestaat hoofdzakelijk uit insecten, die ze in de vlucht vangen. Het nest bevindt zich in aarden wallen en wordt met de snavel uitgegraven.

## Verspreiding en leefgebied
Deze soort is endemisch in Cuba langs bosranden.

## Status
De grootte van de populatie is niet gekwantificeerd maar de soort wordt omschreven als algemeen. Op de Rode lijst van de IUCN heeft deze soort de status niet bedreigd.